# Arthur's Whisky
Arthur's Whisky es una película de comedia británica de 2024 protagonizada por Diane Keaton, Patricia Hodge y Lulu. Está dirigida y producida por Stephen Cookson a partir de un guion de Alexis Zegerman. Se estrenó en el Reino Unido en Sky Cinema el 1 de enero de 2024.

## Sinopsis
Joan (Hodge), que acaba de enviudar, descubre que su difunto marido inventó un elixir de la eterna juventud y lo comparte con dos amigas, Linda (Keaton) y Susan (Lulu). Sin embargo, ¿las tres mujeres todavía están preparadas para ser jóvenes en el mundo moderno?

## Reparto
- Diane Keaton como Linda
  - Genevieve Gaunt como joven Linda
- Patricia Hodge como Joan
  - Esme Lonsdale como joven Joan
- Lulu como Susan
  - Hannah Howland como joven Susan
- Adil Ray como James
- Bill Paterson como Henry
- Lawrence Chaney como Lucy Rulez
- Tom Stourton como Robert
- Jaime Winstone como Sharon
- Hayley Mills como Karen Walters
  - Maryanne Eve como joven Karen
- David Harewood como Hal
- Boy George como Él mismo

- Ossian Perret como joven Arthur
- Joanna David como Rachel
- Talitha Wing como Shyla
- Alex Guersman como Hugo
- Rae Lim como Kim Waxologist
- Ross Tomlinson como Raymondo
- Paul Antony-Barber como Karl

## Producción
La película está producida por Stephen Cookson y Peter Keegan en CK Films y Pippa Cross en CrossDay Productions. Cookson también dirige, con el guion escrito por Alexis Zegerman. Los productores ejecutivos incluyen a Jack Christian, DJ McPherson y Leighton Lloyd.

### Casting
Diane Keaton fue vinculada con la película en enero de 2023. En mayo de 2023, se agregaron al elenco Patricia Hodge, Lulu, David Harewood, así como Lawrence Chaney y Boy George. Lulu ayudó a reclutar a Boy George para el papel mientras hacía una residencia en Las Vegas.

### Rodaje
La fotografía principal se llevó a cabo en 2023 con lugares de rodaje que incluyen Walton-on-Thames, en Inglaterra.

## Estreno
Se estrenó en el Reino Unido en Sky Cinema el 1 de enero de 2024.